# Kanał udowy

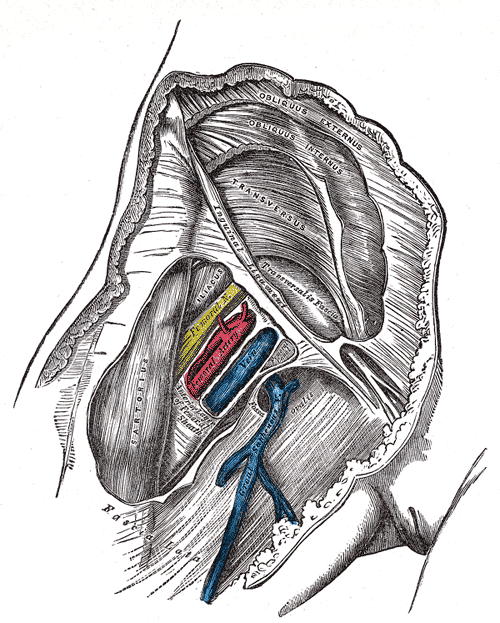
Kanał udowy

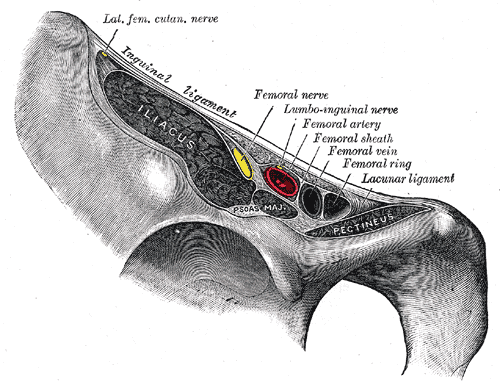
Kanał udowy

Kanał udowy (łac. canalis femoralis) – w anatomii człowieka boczny przedział powięzi szerokiej o długości około 3–4 cm, położony między pierścieniem udowym głębokim (łac. anulus femoralis profundus) a rozworem żyły odpiszczelowej (łac. hiatus saphenus) (zwanym także pierścieniem udowym powierzchownym), wypełniony luźną tkanką łączną. W normalnych warunkach nie stanowi rzeczywistego kanału, ponieważ nie ma światła. Dopiero w przypadku wystąpienia przepukliny udowej potencjalna przestrzeń między oboma pierścieniami staje się kanałem.
Kanał udowy ogranicza z boku żyła udowa (łac. vena femoralis), w tylnej części blaszka głęboka powięzi szerokiej, z przodu natomiast blaszka powierzchowna powięzi szerokiej. Wrotami kanału jest pierścień udowy głęboki, stanowiący zarazem przyśrodkowy odcinek rozstępu naczyń (łac. lacuna vasorum). Wylot tworzy rozwór odpiszczelowy, przez który przebiega żyła odpiszczelowa, zdążająca do żyły udowej.